# Herminia yakushimalis
Herminia yakushimalis är en fjärilsart som beskrevs av Shigero Sugi 1959. Herminia yakushimalis ingår i släktet Herminia och familjen nattflyn. Inga underarter finns listade i Catalogue of Life.